# ابوعبدالله حسین بن محمد عمید
ابوعبدالله حسین بن محمد معروف به کُله و عَمید از کاتبان اهل قم بود که مدتی هم ساکن قزوین بوده‌است. او از مشاغل پایین رده آغاز کرد و در سال ۳۲۱ هجری به وزارت وشمگیر زیاری در ری رسید. یحتمل او تا سال ۳۲۳ هجری در دیوان مرداویج زیاری در اصفهان به وزارت رسیده بود.
در غائله قتل مرداویج او در اصفهان بود حتی شورش علیه مرداویج را در بار اول خواباند ولی نهایتا چهار روز بعد مرداویج توسط غلامان ترک کشته شد .

زمانی که در خدمت زیاریان بود، به سبب قاطری که از علی بویی به هدیه گرفته بود، به او لطفی کرده و علی‌رغم دستور مرداویج، اجازه داد علی بویی به کرج ابی‌دلف رفته و حکومت آن شهر را به دست گیرد. این اتفاق نه تنها موجب نجات علی بویی شد، بلکه خاندان آل بویه پس از این رخداد تدریجاً به سلطنت رسیدند و مستقل از مرداویج زیاری شدند.
ابوعبدالله پس از مرگ مرداویج در ۳۲۳ هجری، نزد ماکان بن کاکی رفته و دبیری او را برعهده گرفت ولی ماکان در جنگ با سامانیان شکست خورد و کُله اسیر شد و به بخارا برده شد. در زمان نوح بن نصر سامانی، دیوان رسائل به وی سپرده شد و لقب عمید یافت. عمید تا پایان زندگی خود نزد سامانیان ماند و در دستگاه آنان کاتبی چیره‌دست و شناخته‌شده بود.
ثعالبی نقل کرده‌است که عمید در این دوره به «شیخ» ملقب گردید و افرادی همچون «ابوجعفر محمد بن عباس بن حسین وزیر» و «اسکافی» به مقام او حسودی می‌کردند و اشعاری علیه او می‌سرودند. لیکن به نظر می‌رسد عمید تا جایگاه وزیری پیش رفته است. او نهایتاً از مرض نقرس درگذشت.